# Корнілаєв Анатолій Миколайович
Анатолій Миколайович Корнілаєв (10 вересня 1923 — 19 березня 2011) — радянський військовослужбовець, учасник Другої світової війни, Герой Радянського Союзу, командир взводу управління батареї 317-го гвардійського винищувально-протитанкового артилерійського полку (47-а армія, Воронезький фронт), полковник.

## Біографія
Анатолій Миколайович Корнілаєв народився 10 вересня 1923 року в селі Акшенас (нині — в Рузаєвському районі Мордовії).
Росіянин. Освіта вища. Член КПРС з 1943 року.
Перед війною жили у Стерлітамаку. Призваний в Червону Армію в 1942 році Стерлітамакським райвійськкоматом. У тому ж році закінчив курси молодших лейтенантів. Потрапив на Західний фронт і очолив взвод розвідки у 317-му гвардійському винищувально-протитанковому артилерійському полку.
Воював на Західному, Воронезькому фронтах. Командир взводу управління батареї 317-го гвардійського винищувально-протитанкового артилерійського полку (47-а армія, Воронезький фронт) гвардії лейтенант А.М. Корнилаєв відзначився в боях за плацдарм на правому березі Дніпра біля міста Канева.
Звання Героя Радянського Союзу А.М. Корнилаєву присвоєно 24 грудня 1943 року.
У 1944 році — старший лейтенант, начальник розвідки полку. Був направлений в Коломну на курси удосконалення командирів, після чого відряджений на 1-й Білоруський фронт, де й зустрів День Перемоги.
У 1948 році закінчив Військову академію імені М. В. Фрунзе, отримав звання капітана. Служив у містах Усть-Камчатську, Тирасполі, в Одеському військовому окрузі. З 1973 року полковник А.М. Корнилаев — в запасі.
Проживав в місті Желєзнодорожному, вів військову справа в школі № 5. Помер 19 березня 2011 року.

## Подвиг
«17 жовтня 1943 році Корнілаєв прийняв командування вогневим взводом і організував відбиття контратак піхоти і танків противника. Особисто підбив два танки. Контратаки противника, в яких брало участь близько десяти танків і до батальйону піхоти, захлинулися. Наша піхота, підтримана вогнем батареї А.М. Корнілаєва, значно покращила свої позиції».

## Пам'ять
- Ім'я Героя викарбовано золотими літерами в залі Слави Центрального музею Великої Вітчизняної війни у Парку Перемоги міста Москви
- На могилі встановлено надгробний пам'ятник